# Paul Torday
Paul Torday   (Comtat de Durham, 1 d'agost de 1946 - Northumberland, 18 de desembre de 2013) va ser un escriptor britànic autor de la novel·la còmica “La Pesca del salmó al Iemen”. Va estudiar a Oxford, va publicar aquesta seva primera novel·la ja gran, als 59 anys.
La novel·la “La Pesca del salmó al Iemen” és una sàtira política al voltant de la pesca del salmó amb mosca i l'orient mitjà, però toca de retruc tot d'altres temes com l'èxit polític basat en la imatge i la manipulació de les notícies i dels mitjans de comunicació, la política exterior britànica i les intervencions militars a l'estranger, el control polític de les subvencions a la investigació científica, etc.

## Novel·les
- Salmon Fishing in the Yemen, 2007, publicat en català La Pesca del salmó al Iemen amb ISBN 9788479012182
- The Irresistible Inheritance Of Wilberforce, 2008
- The Girl On The Landing, 2009
- The Hopeless Life Of Charlie Summers (publicació prevista 2010)